# Rua Leite de Morais
A rua Leite de Morais é um logradouro do município de São Paulo, SP, Brasil. Essa via começa na rua Voluntários da Pátria, no centro de Santana, zona norte, e termina na rua Doutor Zuquim.

## Quem Foi Leite de Morais?
O professor Joaquim de Almeida Leite de Morais nascido em Porto Feliz, em 1835, no estado de São Paulo, foi eleito suplente de deputado provincial, era um eloquente orador. Foi governador da província de Goiás. Faleceu em São Paulo em agosto de 1895.

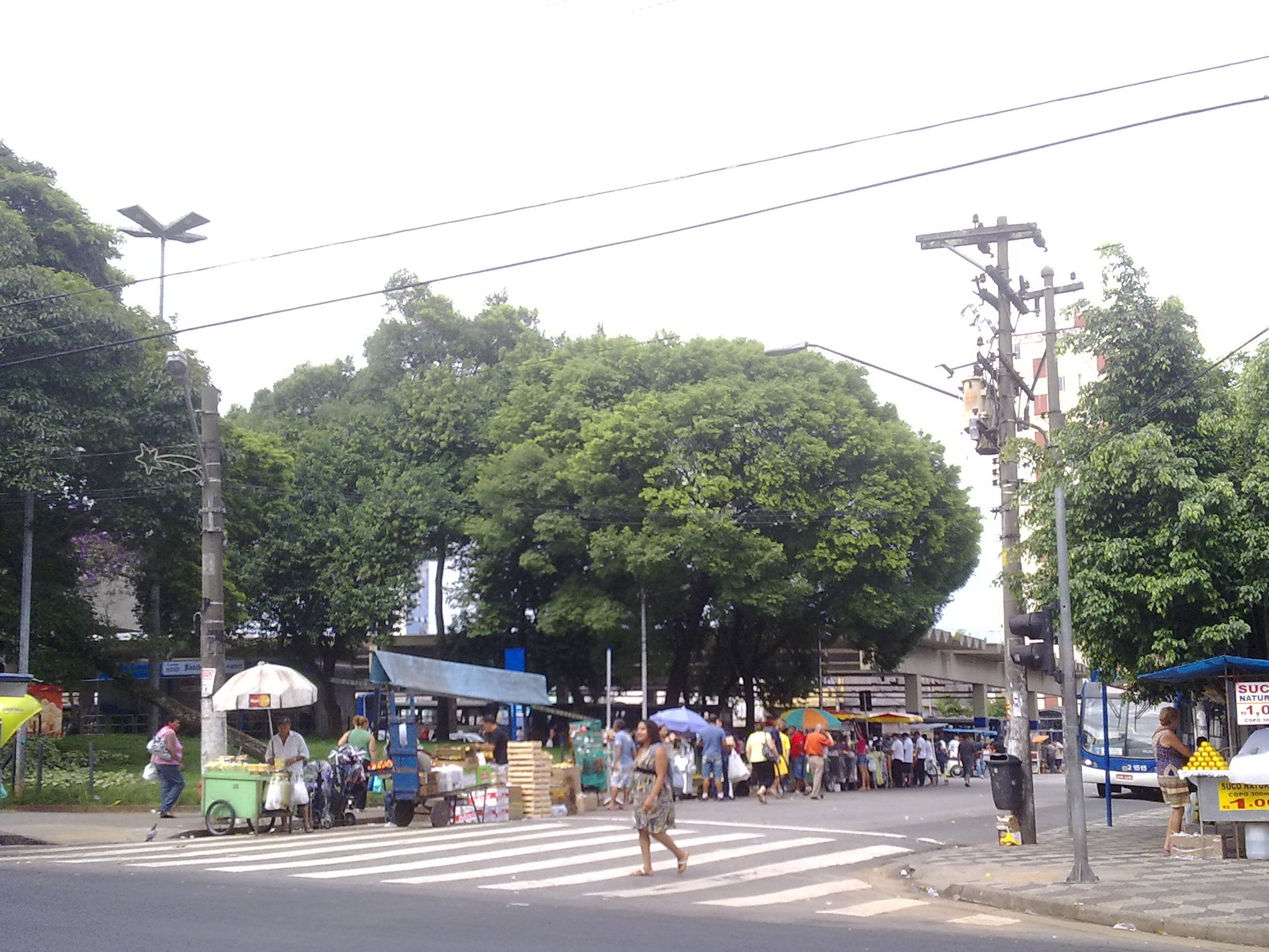
Terminal Santana e arredores.

## Características
Possui um diverso comércio popular, tendo galerias de lojas e lojas populares. A rua também é o ponto final algumas linhas de coletivos.